# Laurum
52°5′9.83″N 4°5′32.23″E / 52.0860639, 4.0922861

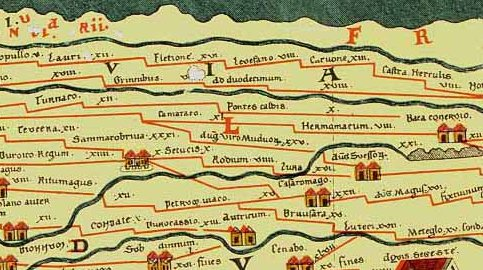
Laurium aparece como Lauri en la Tabula Peutingeriana, a la izquierda en la imagen entre Fletione (tal vez Vleuten) y Nigrum Pullum (Zwammerdam).

Laurum o Laurium es un castellum romano en la provincia de Germania Inferior. Formaba parte del dispositivo defensivo del Limes Germanicus en la zona de la desembocadura del Rin. Se encuentra en la actual localidad de Woerden (Países Bajos). Los restos encontrados en las excavaciones corresponden con los muros, edificios y fosos del fuerte, y también con los del vicus civil y con los muelles y barcos romanos aparecidos en el lodo. Los restos se encuentran expuestos en un Museo, por debajo del nivel actual de las calles de la localidad.

## Situación y nombre
Laurium aparece como Lauri en la Tabula Peutingeriana entre Fletione (posiblemente Vleuten) y Nigrum Pullum (Zwammerdam). Su nombre se relaciona con la planta ornamental Laurus (Laurel), especialmente querida en el mundo romano. 

## Historia delcastellum

Hacia 41, las autoridades romanas de Germania Inferior escogieron para levantar una fortificación el interior de un meandro del bajo Rin, en el que se había formado un dique natural entre el cauce y la zona de inundación de crecidas y mareas vivas aproximadamente donde actualmente se encuentra la Iglesia de San Pedro en Woeerden. Esta edificación puede relacionarse con las medidas previas a la conquista de Britannia por el emperador Claudio I.
En 47, se construyó un nuevo fuerte algo mayor, que fue destruido, como casi todos las fortificaciones romanas del bajo Rin, durante la Rebelión de los bátavos de 69-70. La fortaleza fue reconstruida hacia 80 para ser ocupada por una cohorte de auxilia del ejército romano.
Hacia 175, el castellum fue reconstruido en piedra y su ocupación termina hacia 260, cuando los alamanes invadieron está zona, destruyendo las fortificaciones romanas. Esto permite determinar cuatro niveles de ocupación, conocidos por los arqueólogos como Woerden I a IV. La especial disposición del meandro y el dique natural del Rin hacen que la zona sea fácilmente inundable, habiéndose encontrado evidencias arqueológicas de reconstrucciones y reparaciones debidas a esas avenidas.
El castellum tenía capacidad para albergar 480 soldados, los efectivos de una cohorte de infantería auxiliar. Las excavaciones han proporcionado materiales de construcción sellados con la figlina de la Cohors XV Voluntariorum. También se ha encontrado una inscripción dedicada por un centurión de la Cohors III Breucorum, unidad que pertenecía a la guarnición de Germania Inferior bajo Adriano, pero en un lugar desconocido.

## Excavaciones arqueológicas y hallazgos

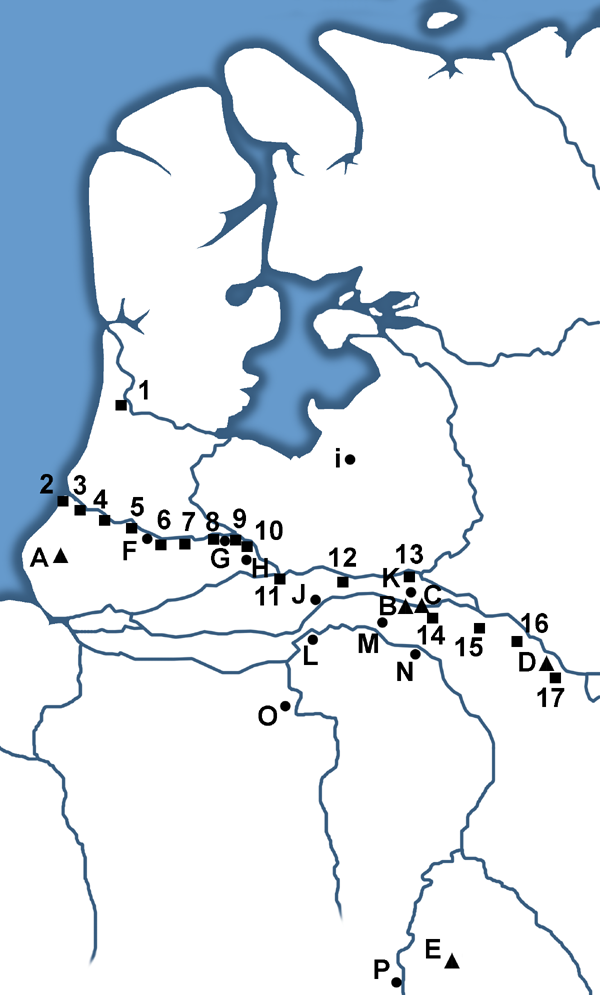
La ocupación romana del bajo Rin, con ciudades (cuadrado), fuertes (cuadrado) y campamentos (círculo), y las zonas amuralladas aparecen con fuertes unidos con líneas. Laurium es el n.º. 7

Dentro de la fortaleza, se han excavado los principia en piedra del período IV, barracones de madera y adobe de los períodos II y III, las viae principalis y decumana de los períodos II, III y IV, incluyendo los cimientos de la porta principalis de estos períodos. A unos 60 m de esta puerta discurre la calzada romana paralela al Rin, que permitía la comunicación de todo el limes Germanicus.
Con la reconstrucción de la fortaleza hacia 80, una vez superada la fossa (fosos), se levantó un vicus o núcleo civil bastante activo, en el que se documentan talleres metalúrgicos y alfares.
En 1988, se produjo el hallazgo de una estatua de la diosa Minerva. En las excavaciones de 2002 se recuperaron 191 monedas, de las cuales 170 son romanas, predominando las de la primera mitad del siglo I, entre los imperios de Augusto y Claudio I. También se encontraron una fíbula fechada hacia 200, abundante terra sigillata y un ara votiva dedicada al Sol Invictus Helagabalus y a Minerva.
Las excavaciones de 2003, previas a la construcción de un aparcamiento, se encontró un barco romano, similar a una chalana fluvial de foondo plano de 4,30 m de manga y 30 m de largo. Los estudios paleobotánicos concluyeron que la madera con la que fue construido procedía de la zona fronteriza entre Alemania y los Países Bajos y que había sido talada hacia 162/163. En su interior se encontraron remos y calzado de cuero. Este barco es el séptimo de los Barcos de Woerden, completando la serie de chalanas y canoas romanas encontradas en la localidad.